# Vízkelety Béla
Vízkeleti és szeptencz-újfalusi Vízkelety Béla vagy Vizkeleti, Vizkelety (Újarad, 1825. november 25. – Pest, 1864. július 22.) magyar festő, rajzoló, illusztrátor, fotográfus, történelmi és arcképfestő. Vízkelety Imre (1819–1895) testvére.

## Élete

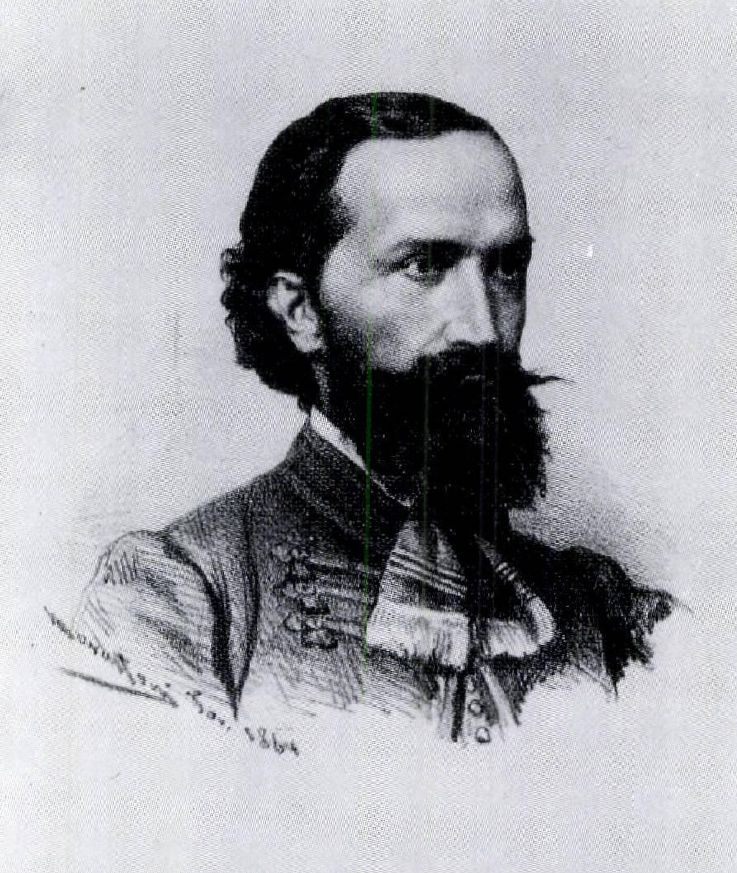
Vízkelety portréja, amit Marastoni József a pályatárs és kortárs rajzolt 1864-ben

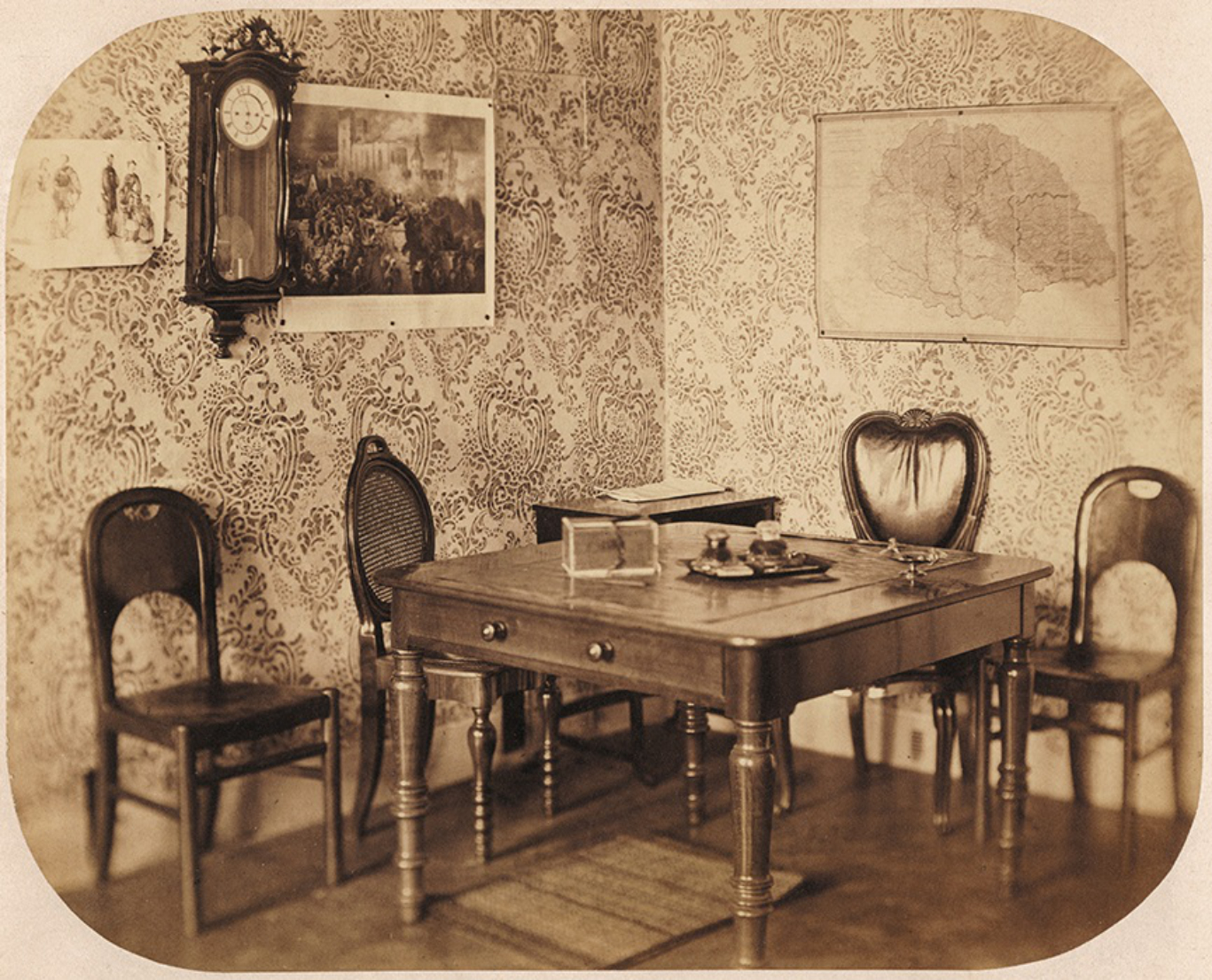
Széchenyi István döblingi lakosztályának falán, Magyarország térképe mellett, a Vahot Imre tervei szerint Vízkelety Béla és Franz Kollarz által készített Eger ostroma 1552-ben című litográfia és a Napkeletben 1860-ban megjelent Vízkelety által rajzolt Budapesti magyar divatkép látható

Szülei vízkeleti Vízkelety Ignác táblabíró és tahvári Tahy Klára voltak, akiknek négy gyermekük született, Imre, Gusztáv, Ignác és Béla. Vizkelety Béla nevét az utókor a képes újságoknak köszönhetően ismerheti. Apja hivatalnok volt. Eredetileg jogásznak tanult Bécsben. Tanulmányai után Pesten telepedett le és népszerű festővé vált. 1841-től rövid ideig a bécsi festő akadémián tökéletesítette rajztudását, később családja eltartása miatt hivatali állást vállalt, jövedelmét pedig rajztudását felhasználva portrék festésével egészítette ki. Történeti érdeklődése már 16 évesen megmutatkozott, 16 évesen már rajzolt. A nemzeti történelem hőseivel Jósika Sámuel művei révén ismerkedett meg és ez keltette fel érdeklődését, hogy történeti illusztrációkat készítsen. Az 1848-as szabadságharcban nemzetőr volt, a világosi bukás után hónapokig a bátyja bújtatta. A kényszerű tétlenség hónapjait festői technikájának tökéletesítésére használta fel, valamint ekkor kezdett a magyar várak lerajzolásába. 1850-ben Aradra ment, majd bátyját követve Lugosra költözött. Ezután Bécsben kosztüm- és fegyvertörténeti ismereteit gyarapította. 1857 és 1862 között több képét küldte szét mellékletként előfizetőinek Vahot Imre folyóirata a Napkelet. A nagyméretű, Bécsben készített litografált lapok többsége a magyar múlt fényes korszakához, Mátyás király és az erdélyi fejedelmek korához kötődtek. Vahot pozitív történelemszemlélete találkozott a Vizkelety műveiben ábrázolt hiteles, ugyanakkor minden drámaiságot nélkülöző, derűs múltképpel. A jó minőségű, sokszorosított műveknek köszönhetően, a Napkelet „Magyar vezérek és királyok arcképcsarnoka” sorozat kompozíciói országosan ismertté tették a festő nevét. A műveket többen lemásolták és több olajfestésű másolata is ismert. A képek népszerűségének jeleként némelyik óraképként is forgalomba  került. Az 1860-as évek elején Bécsben, könyvtárakban és képtárakban régi magyar fegyvereket és viseleteket kutatta. Nagy sikert aratott az “Egervár ostroma 1552-ben" című műve, amely szakszerűen ragadta meg az alakok korhű viseletét. A Vasárnapi Ujság részére rendszeresen készített illusztrációkat.

## Halála
Halála évében 1864-ben Vizkelety egyike volt az ország legismertebb történeti festőinek. Az Ország Tükrében megjelent nekrológjában Szokoly Viktor súlyos veszteségeként értékelte halálát, akinek művei „ezer meg ezer példányban terjedtek szét a testvér hazában, ugy hogy alig van az országban falu, a hol e képeket ne lehetne látni.” Halála után egyetlen festménye sem maradt az utókorra. Munkái csak grafikai sokszorosításban maradtak fenn.

## Galéria

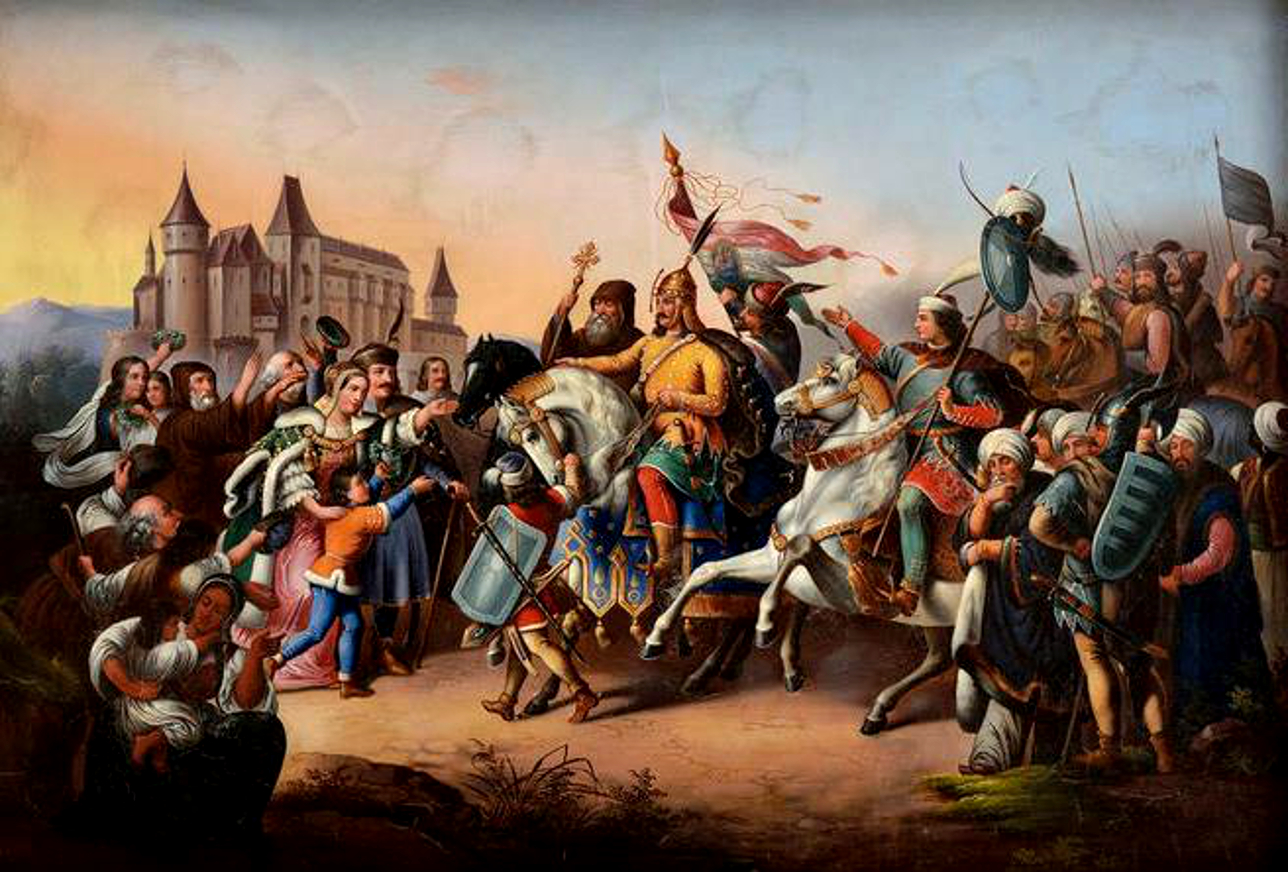
A historizálás következetes képviselőjének „A Hunyadi-ház diadalünnepe” című litográfiája (1857)

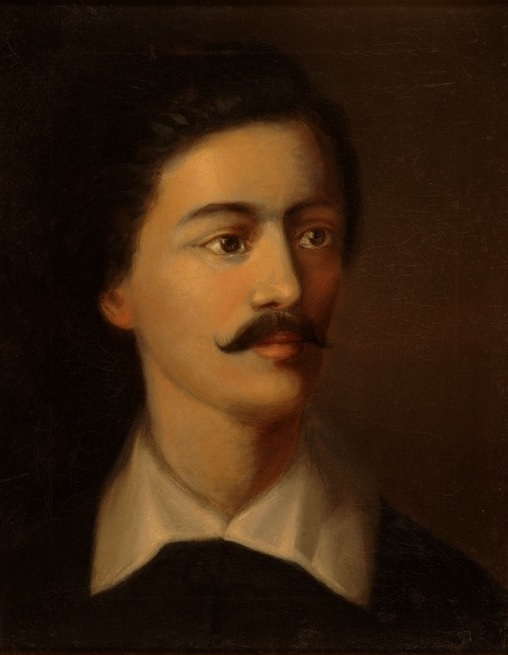
Petőfi Sándor portré
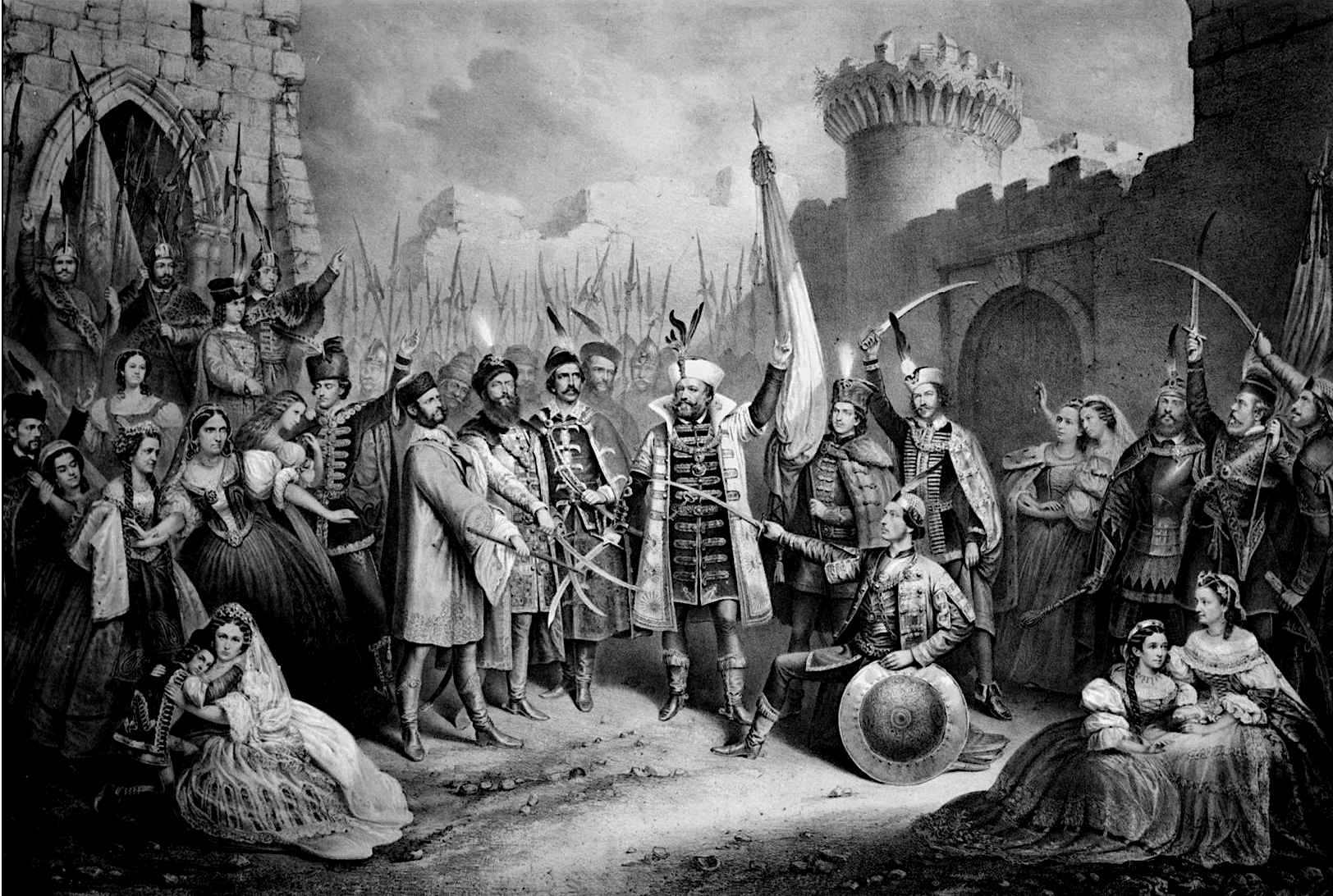
Zrínyi esküje. Rohn Alajos litográfiája Vizkelety Béla festménye nyomán
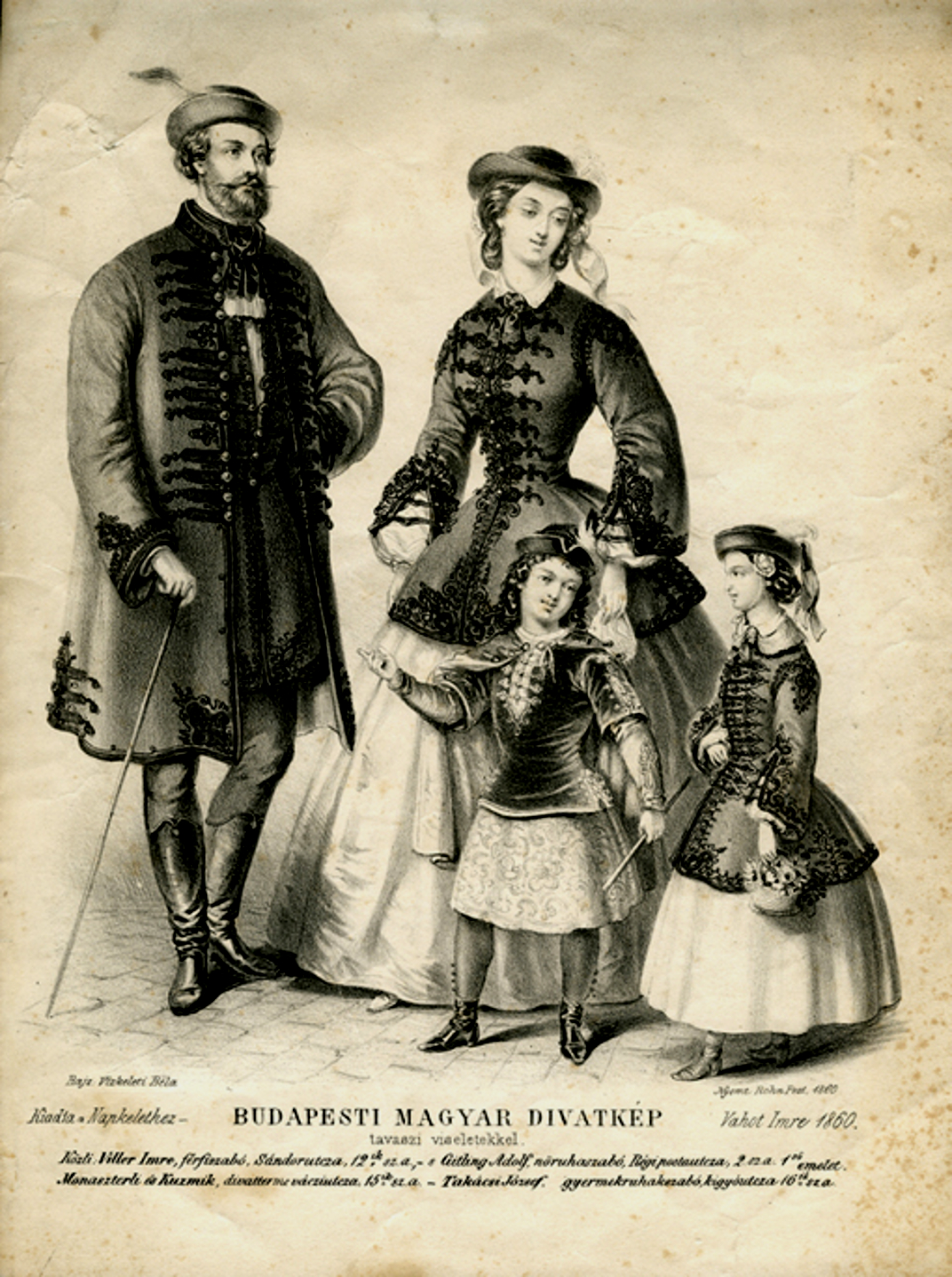
Budapesti magyar divatkép, 1860
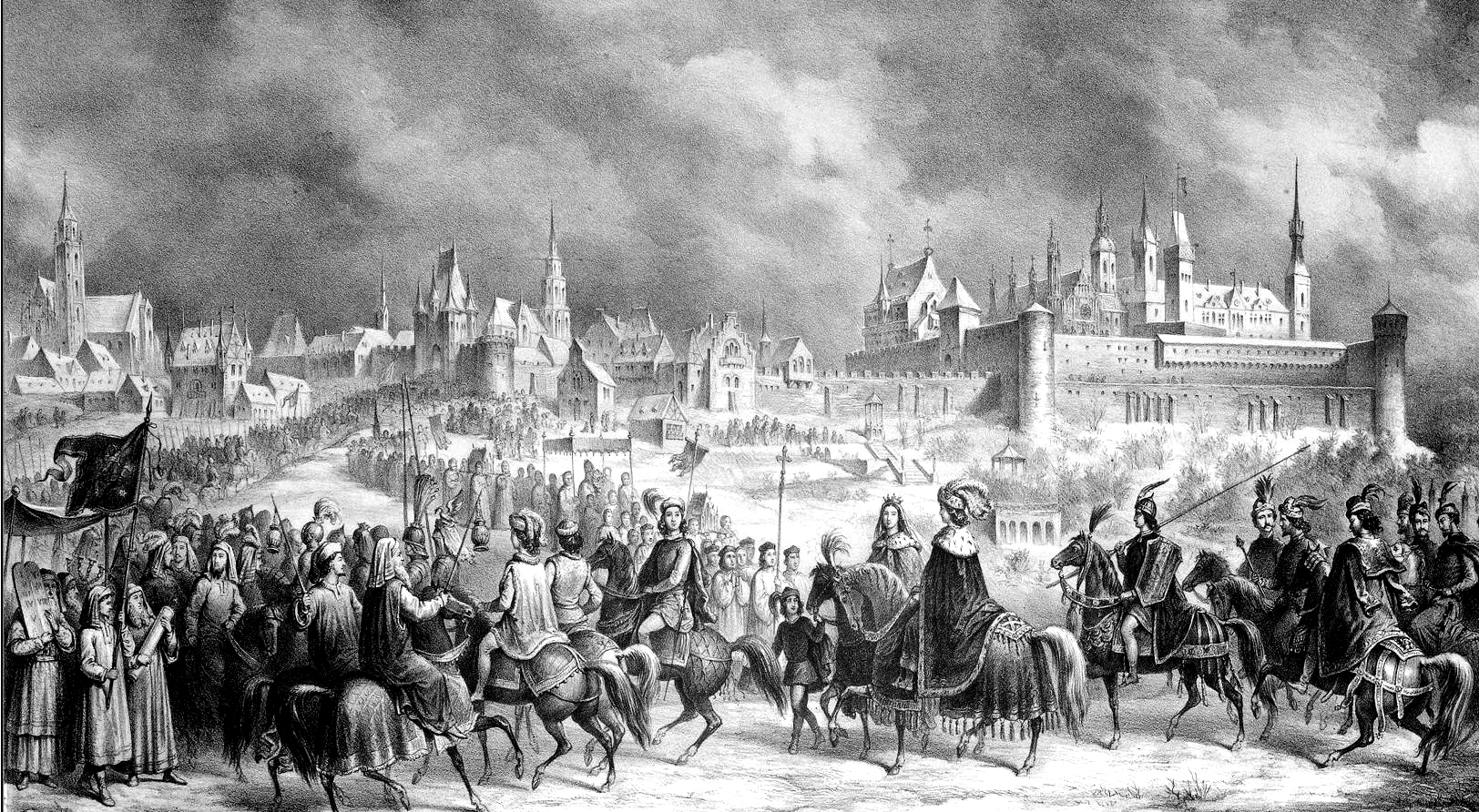
Vízkelety Béla kőrajza 1864-ből: Mátyás és Beatrix bevonulása Budára 1476-ban.
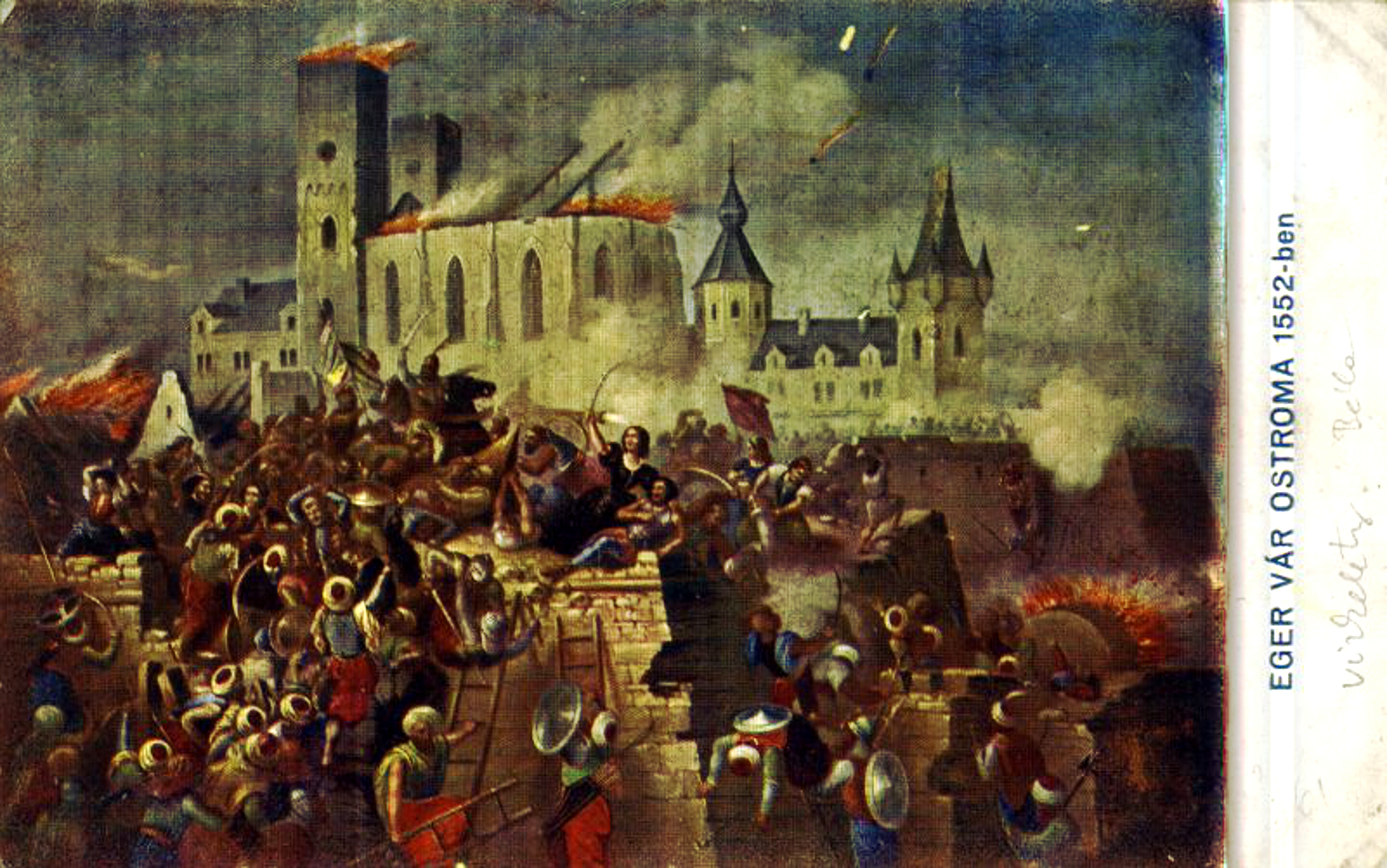
Vízkelety Béla színezett litográfiája Eger ostroma 1552-ben, az egri keresztény iparoskör képeslapja
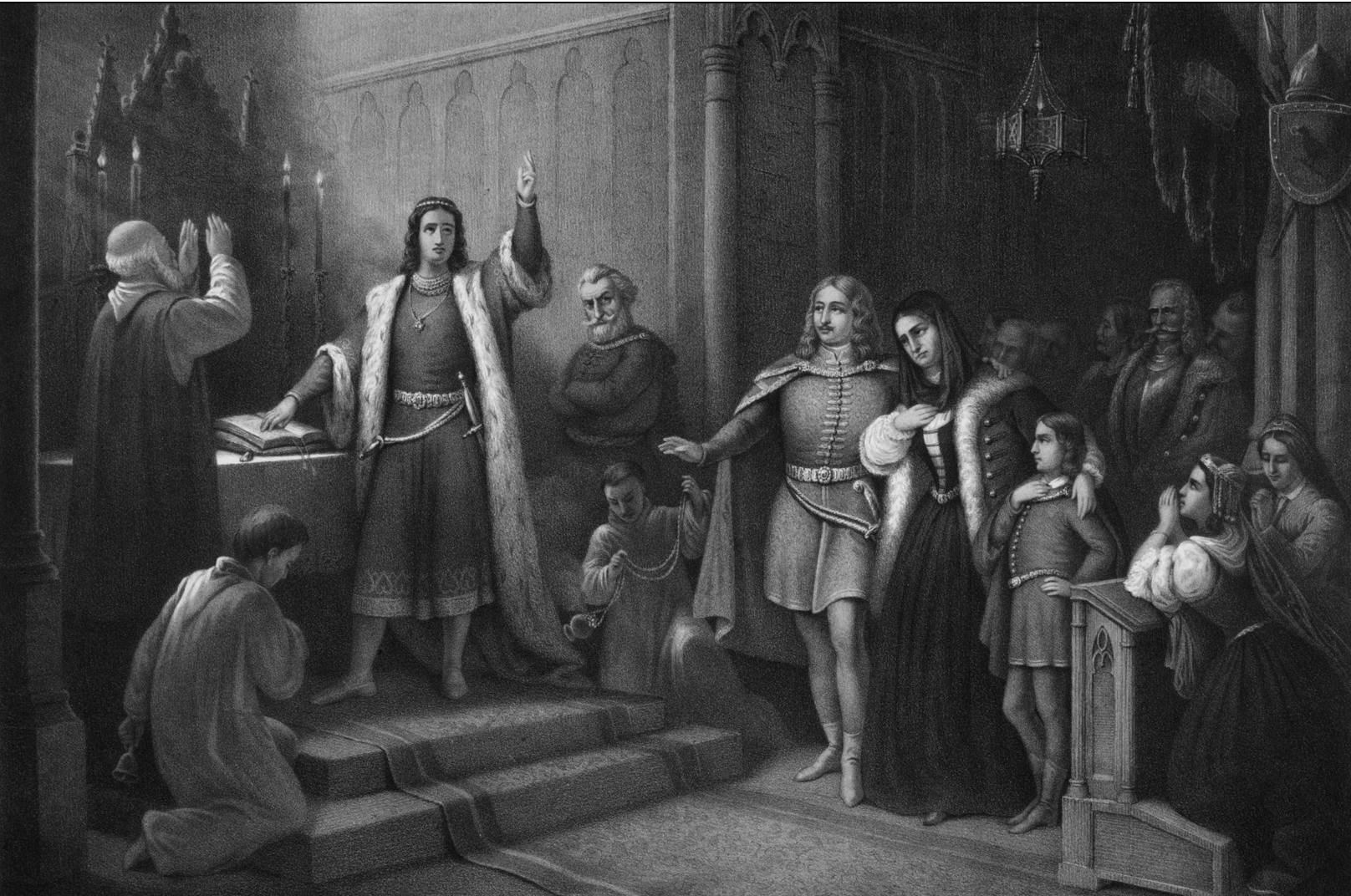
Vízkelety Béla V. László eskütétele (1861) festménye alapján, Canzi Ágost Elek litográfiája
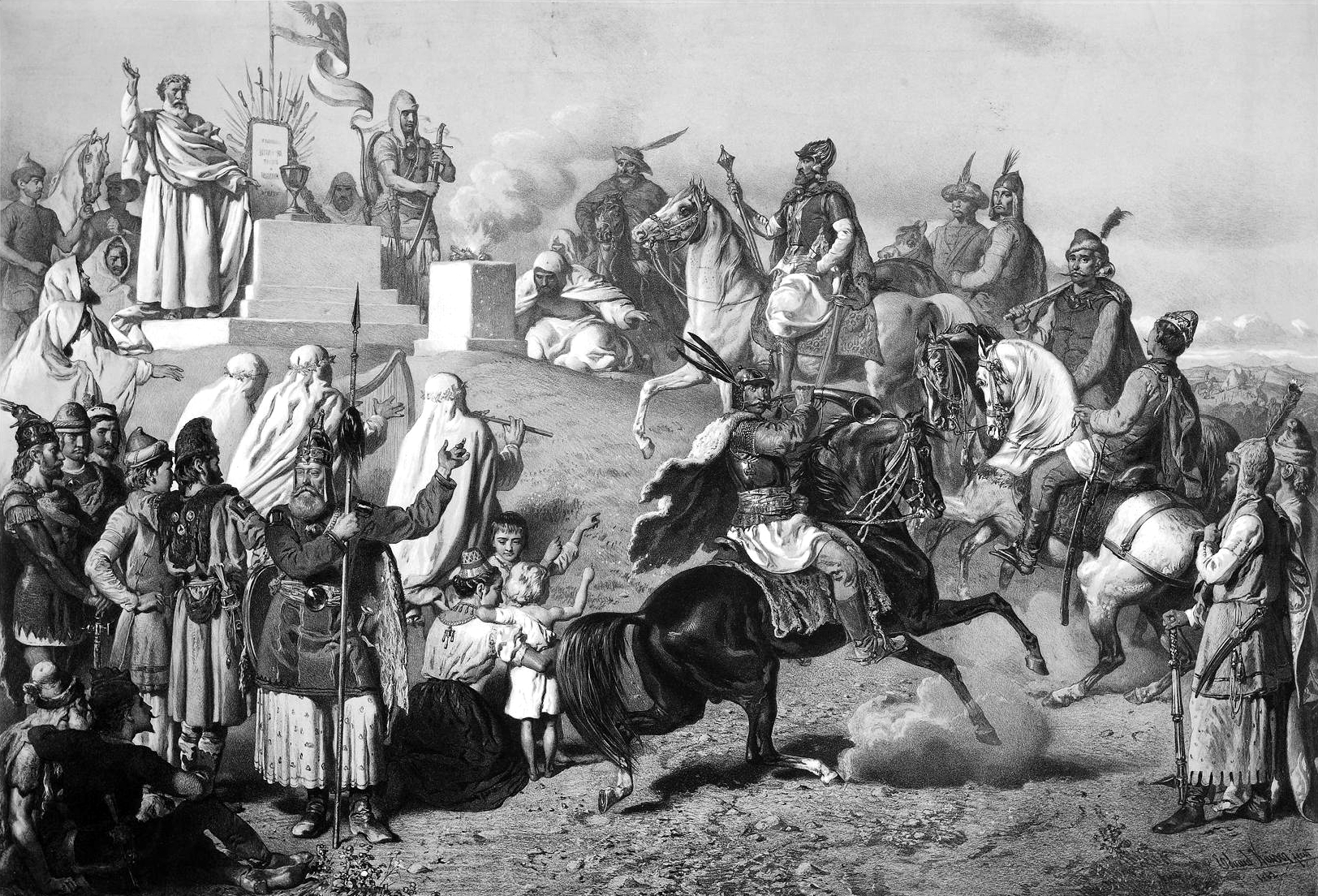
Vízkelety Béla halála után, a Vasárnapi Ujságban, 1896. május 3-án megjelent műve: A pusztaszeri országgyűlés

### A Vasárnapi Ujság című hetilapban megjelent illusztrációk
Hadi viseletek a XVI. században

Az 1-sö számú alak sisakjának és vértezetének eredetije Bécsben az Ámbrási gyűjteményben van, mely Báthory István lengyel király- és erdélyi fejedelemé volt, sisak és vért kékes aczélból van készítve széles, díszes arany zománczozással. A 2-ik alak rajza az 1859-ki „Akadémiai Értesitő"ben Ipolyi Arnold „Csallóközi műemlékei"-hez van mellékelve. Ezen emlékkő a siposkarcsai várkastély épitőjét Dereghi Somogyi Györgyöt állítja elő 1581-ből. A 3-dik alak: Zrínyi Miklóst állítja elő. Sisakja és mentéje az Ambrasi gyűjteményben levő eredeti után; az utóbbi Schrenk munkájában levő rajz után másolva, a vértezet pedig Dillich Chronikájá-ban levő rajz után van előállítva. 4-ik és 5-ik alakok sisakjai az Ambrasi gyűjteményben léteznek gyönyörű diszitményekkel; az utóbbi alakja és vértezete Spalart munkájában levő rajz után másolva. Végre a 6-ik alak Dobó István egri hősnek Egerben levő sirköve után van előállítva.
|  |  |  |  |
|  |  |  |  |